# Bazarella wostocka
Bazarella wostocka és una espècie d'insecte dípter pertanyent a la família dels psicòdids que es troba a Rússia: l'Extrem Orient Rus.